# 潛龍諜影 掌上行動
《潛龍諜影 掌上行動》為潛龍諜影系列中第一款在PlayStation Portable平台上發行的遊戲，由小島製作室開發，由科樂美公司發行，為一種隐蔽类動作遊戲。

## 故事背景
本作故事發生在《潛龍諜影3 食蛇者》故事之後六年的1970年，有著BIG BOSS稱號的裸蛇已於Fox小隊中退役。之後來自CIA底下的特殊部隊偷走當時正在研發的最新型武器。雖然Snake已經不在FOX部隊了，但依然被當成同謀者逮捕，遭特殊作戰部隊FOX小隊囚禁於San Hieronymo Peninsula死者之半島，在留置場中結識了同樣被逮捕的年輕綠扁帽成員Roy Campball。在合力逃出牢房後，Snake試圖聯絡之前的長官Zero上校，才發現Zero上校也已經被逮捕，而Snake則被視為這次叛亂事件的首謀者。之後從Roy Campbell口中得知叛變的Fox小隊指揮官Gene的意圖後，決意要阻止Gene。
由於Snake無法獲得任何外援，所以他從對FOX領導者Gene的行動有所疑問的士兵中，將過去敵方士兵納為自己的同伴。Snake在途中遇上了Fox小隊的士兵Johnthan、以前在Fox小隊的戰友Python、完美士兵NULL、ESP能力者Elisa，並成立了Foxhound部隊，開始進行鎮壓FOX的行動。
在這次事件中，起源來自於國防部的計劃，國防部希望能藉此弱化CIA。但原本被當作棋子的Gene早知道整個計劃，反過來利用這些資源，企圖建立只屬於軍人的國家Army's Heaven，並將整個世界的軍事平衡給打亂。在Gene被Snake打倒後，將所有手中的資源包含資金、設備以及人才，全部交給Snake，並且預言Snake總有一天會用到這些東西。然後Snake和蘇聯紅軍士兵聯手弄損Metal Gear，令Metal Gear在大氣層降下時自行解體毀滅，最後在這事件後，Snake再度離開美國，繼續尋找和開創屬於他的人生……

## 登場人物
Naked Snake
本名John，《潛龍諜影3 食蛇者》、《潛龍諜影 掌上行動》和《潛龍諜影 和平先驅》的主角，在《食蛇者》中殺死了師父THE BOSS，得到了BIG BOSS的稱號，同時對祖國起了不信任的心，其後從FOX小隊中退役，在本作中被絕對士兵NULL(Perfect Solider)擊倒並被囚禁。
中途與Elisa另一個凶暴人格Urusula（受Gene呼喚而甦醒）駕駛之Metal Gear RAXA（Metal Gear實驗機）作戰，以肉身打倒了Metal Gear RAXA，Elisa當場身亡，因為Gene使用了ESP能力令士兵們自相殘殺，令Jonathan為自己擋下了兩發致命的攻擊而死。
最後以RPG-7攻擊Metal Gear令它在飛行途中自行解體毀滅。
Roy Campbell
留置場的囚犯之一，美國陸軍特種部隊的隊員。告知Naked Snake逃出留置場的方法與Gene陰謀的人，即為以後Solid Snake的任務中的Roy Campbell上校。
故事中結尾被送進了醫院接受治療，也同時重返軍界。
Jonathan
Naked Snake第一個說服加入的士兵，對Naked Snake極為忠心。
可惜最後為了保護Naked Snake而擋下了兩發致命的子彈（分別擊中額頭和腹部）。
Python(Anti-Snake)
Snake昔日之戰友，在Snake殺死The Boss之後，現身救了他。
後來在某次任務中發生意外，身體失去控制溫度的能力，體溫過高而死亡，這是官方紀錄，事實上CIA救活了他，理由是CIA害怕Snake。
最後與Snake對決中死亡。（亦可以聘）
Elisa
FOX部隊的醫療官，擁有心靈力量，懂得讀心術，體內擁有另一個殘暴的人格Ursula。
她接著投靠Foxhound部隊反抗Gene，但最後被Gene所殺。在臨死前預言Snake的未來。
Gene
FOX部隊的指揮官，亦是遊戲中事件的主謀。身體接受過改造，成為「終極的戰場指揮官」，擁有超快的反應速度和戰鬥力，而且他的言語也能操控人心。
他佔領南美洲的蘇聯軍事基地，秘密地製造Metal Gear，是為了成立「軍人天國」（Army's Heaven），破壞美蘇冷戰的局勢，建設世界新秩序。
Null
FOX部隊中最強的戰士，後來被Naked Snake打敗，成為了Snake的戰友。
他亦即是Gray Fox（真名Frank Jaeger），Big Boss最忠心的部下，Foxhound部隊中實力最強的士兵。
Cunningham
FOX部隊的幹部，他將Snake抓去基地裡。
事實上他是美國國防部的間諜，借此事件去削弱CIA的權力，在事件末期勸Snake停止介入並回國，但Snake堅決阻止ICBMG的發射而拒絕要求。Cunningham最後在升降機與Snake的死鬥中被殺。

## 評價
《掌上行動》在市場上得到了積極的評價。GameRankings根據43則點評給了本作87.3％的分數。在IGN和Gamespot給予它9/10的分數，平均還算不錯。

## 外部連結
- 《潛龍諜影 掌上行動》官方網站 （页面存档备份，存于）
- 《潛龍諜影 掌上行動加強版》官方網站 （页面存档备份，存于）
- 中的“《潛龍諜影 掌上行動》”
- 中的“《潛龍諜影 掌上行動加強版》”